# Yahya Kanu
Yahya James Kanu, auch James Yaya Kanu, (* Magburaka, Tonkolili; † 29. oder 30. Dezember 1992 in Freetown) war Oberst der Sierra Leone Armed Forces und als Vorsitzender des National Provisional Ruling Council (NPRC) in Sierra Leone – unbestätigten Angaben nach – vom 29. April bis maximal 1. Mai 1992 Staatsoberhaupt.
Kanu war angeblich Anführer beim Putsch gegen Präsident Joseph Saidu Momoh Ende April 1992. Seine Rolle blieb ungeklärt, da er eigentlich als Freund Momohs galt und jede Verbindung zu den in den Putsch verwickelten Soldaten abstritt. Kanu wurde umgehend oder nach wenigen Tagen von seinem Nachfolger Valentine Strasser festgenommen und im Pademba Road Prison inhaftiert. In Folge eines gescheiterten Staatsstreichs gegen Strasser wurde er am 29. Dezember 1992 – bzw. laut Amnesty International tags darauf – mit 25 (oder 28) anderen Personen hingerichtet. Eine Verurteilung wegen Hochverrats fand erst nach der Hinrichtung statt.